# Susanna Dalbiac
Lady Susanna Stephenia Dalbiac, duchessa di Roxburghe (Heningford, 28 agosto 1814 – 6 maggio 1895), è stata una nobildonna inglese.

## Biografia
Era la figlia del tenente generale Sir James Charles Dalbiac, e di sua moglie, Susanna Isabella Dalton.
Suo padre ebbe una carriera illustre al servizio dei 4th Light Dragoons durante la Guerra Peninsulare, ma terminò il servizio militare attivo dopo la Battaglia di Salamanca (1812) e ritornò in Inghilterra, dove fu nominato cavaliere dal re Guglielmo IV in 1831.

## Matrimonio
Sposò, il 29 dicembre 1836, James Henry Robert Innes-Ker, figlio di James Innes-Ker, V duca di Roxburghe, e della sua seconda moglie, Harriet Charlewood. Per permettersi la dote, suo padre vendette la Moulton Hall, un maniero nel North Yorkshire che aveva acquistato poco dopo la nascita di sua figlia. Ebbero quattro figli:
- Lady Susan Harriet Innes-Ker (13 novembre 1837-16 ottobre 1909), sposò Sir James Grant-Suttie, VI Baronetto, ebbero quattro figli;
- James Innes-Ker, VII duca di Roxburghe (5 settembre 1839-23 ottobre 1892);
- Lady Charlotte Isabella Innes-Ker (8 agosto 1841-24 aprile 1881), sposò George Russell, ebbero tre figli;
- Lord Charles John Innes-Ker (31 dicembre 1842-19 novembre 1919), sposò Blanche Mary Williams, ebbero due figli.

## Lady of the Bedchamber
La duchessa di Roxburghe era, secondo la descrizione della regina Vittoria, una sua "cara e stimata amica". Nel 1861, ci fu la speculazione tra la famiglia reale sulla sua nominata come Lady of the Bedchamber. Un cortigiano descrisse Susanna durante questo periodo come "una donna buona, gentile, molto civile e gentile con tutti, molto carina e di carattere non eccezionale". Nel 1865, regina Vittoria la onorò nominandola Lady of the Bedchamber. Nel suo nuovo ruolo, le sue funzioni includevano l'accompagnamento della regina nelle occasioni di stato.
Nell'aprile del 1867 ebbe un incidente insieme alla nuora. Rimase a terra e ferita fino a quando un medico di passaggio scoprì l'incidente e la aiutò a tornare a Floors Castle. Viaggiando per Balmoral in quell'anno, la regina regina Vittoria si allontanò dal suo itinerario normale per visitare la duchessa. Nel 1879, il duca stava tornando a casa da un viaggio a Napoli quando morì a Ginevra. Il loro figlio maggiore, James, gli succedette.
Lady Roxburghe era presente durante un tentato omicidio di regina Vittoria nel 1882, quando lo scozzese Roderick Maclean sparò prima di essere preso dagli allievi dell'Eton College.

## Morte
Morì il 6 maggio 1895, all'età di 80 anni.